# Living in Your Car
Living in Your Car (2010–2011) – kanadyjski serial komediowo-obyczajowy.
Światowa premiera serialu miała miejsce 7 maja 2010 roku na kanadyjskim kanale HBO. W Polsce serial nadawany na kanale Fox Polska.

## Opis fabuły
Serial opowiada o losach i przygodach upadłego dyrektora korporacji Steve'a Ungera (John Ralston).

## Obsada
- John Ralston jako Steve Unger
- Ingrid Kavelaars jako Lori Unger
- Mariah Horner jako Kate Unger
- Colin Cunningham jako Neil Stiles
- Kathryn Winslow jako Bridget
- Ivo Canelas jako Bruno
- Lúcia Moniz jako Carol

## Spis odcinków

### Sezon 1
| NR | #  | Tytuł            | Reżyseria           | Scenariusz                                | Premiera (HBO Canada) | Premiera w Polsce Fox (Polska) |
| -- | -- | ---------------- | ------------------- | ----------------------------------------- | --------------------- | ------------------------------ |
| 1  | 1  | Chapter One      | David Steinberg     | George F. Walker, Dani Romain, Joseph Kay | 7 maja 2010           | 10 listopada 2010              |
| 2  | 2  | Chapter Two      | Shawn Alex Thompson | George F. Walker, Dani Romain, Joseph Kay | 14 maja 2010          | 17 listopada 2010              |
| 3  | 3  | Chapter Three    | Paul Fox            | George F. Walker, Dani Romain, Joseph Kay | 21 maja 2010          | 24 listopada 2010              |
| 4  | 4  | Chapter Four     | David Steinberg     | George F. Walker, Dani Romain, Joseph Kay | 28 maja 2010          | 1 grudnia 2010                 |
| 5  | 5  | Chapter Five     | Paul Fox            | Joseph Kay, Courtney Jane Walker          | 4 czerwca 2010        | 8 grudnia 2010                 |
| 6  | 6  | Chapter Six      | Shawn Alex Thompson | George F. Walker, Courtney Jane Walker    | 11 czerwca 2010       | 15 grudnia 2010                |
| 7  | 7  | Chapter Seven    | David Steinberg     | George F. Walker                          | 18 czerwca 2010       | 22 grudnia 2010                |
| 8  | 8  | Chapter Eight    | Shawn Alex Thompson | Dani Romain, Joseph Kay                   | 25 czerwca 2010       | 29 grudnia 2010                |
| 9  | 9  | Chapter Nine     | Shawn Alex Thompson | Joseph Kay, Courtney Jane Walker          | 2 lipca 2010          | 5 stycznia 2011                |
| 10 | 10 | Chapter Ten      | Bruce McDonald      | George F. Walker, Dani Romain             | 9 lipca 2010          | 12 stycznia 2011               |
| 11 | 11 | Chapter Eleven   | Bruce McDonald      | Joseph Kay, Courtney Jane Walker          | 16 lipca 2010         | 19 stycznia 2011               |
| 12 | 12 | Chapter Twelve   | Bruce McDonald      | George F. Walker, Dani Romain             | 23 lipca 2010         | 26 stycznia 2011               |
| 13 | 13 | Chapter Thirteen | David Steinberg     | George F. Walker, Dani Romain             | 30 lipca 2010         | 2 lutego 2011                  |

### Sezon 2
| NR | # | Tytuł              | Reżyseria           | Scenariusz                             | Premiera (HBO Canada) | Premiera w Polsce Fox (Polska) |
| -- | - | ------------------ | ------------------- | -------------------------------------- | --------------------- | ------------------------------ |
| 14 | 1 | Chapter Fourteen   | Bruce McDonald      | George F. Walker                       | 24 października 2011  | 6 czerwca 2012                 |
| 15 | 2 | Chapter Fifteen    | Henry Sawer-Foner   | George F. Walker, Joseph Kay           | 31 października 2011  | 6 czerwca 2012                 |
| 16 | 3 | Chapter Sixteen    | Henry Sawer-Foner   | Dani Romain, Joseph Kay                | 7 listopada 2011      | 13 czerwca 2012                |
| 17 | 4 | Chapter Seventeen  | Paul Fox            | George F. Walker, Courtney Jane Walker | 14 listopada 2011     | 13 czerwca 2012                |
| 18 | 5 | Chapter Eighteen   | Shawn Alex Thompson | George F. Walker, Dani Romain          | 21 listopada 2011     | 20 czerwca 2012                |
| 19 | 6 | Chapter Nineteen   | Shawn Alex Thompson | Joseph Kay, Courtney Jane Walker       | 28 listopada 2011     | 20 czerwca 2012                |
| 20 | 7 | Chapter Twenty     | Paul Fox            | Dani Romain, Courtney Jane Walker      | 5 grudnia 2011        | 27 czerwca 2012                |
| 21 | 8 | Chapter Twenty-one | Bruce McDonald      | Dani Romain, Joseph Kay                | 12 grudnia 2011       | 27 czerwca 2012                |